# 臼杵市立田野小学校
臼杵市立田野小学校（うすきしりつ たのしょうがっこう）は、かつて大分県臼杵市大字亀甲にあった公立小学校。2013年（平成25年）4月1日、臼杵市立野津小学校との統合により閉校した。

## 概要
臼杵市南西部の旧野津町田野地区で、道路を挟んだ北東側に臼杵市立田野幼稚園があった。平成23年度現在、2～3年生と5～6年生で複式学級が導入されていた。

## 通学区域
大字八里合、大字福良木、大字亀甲、大字王子、大字山頭のうち田中、大字西神野

## アクセス
- 鉄道：JR九州豊肥本線犬飼駅より車で約22分[4]

## 進学先中学校
- 臼杵市立野津中学校